# Fals, Lot-et-Garonne

Fals este o comună în departamentul Lot-et-Garonne din sud-vestul Franței. În 2009 avea o populație de 337 de locuitori.

## Evoluția populației
| An        | 1975 | 1982 | 1990 | 1999 | 2006 | 2009 |
| --------- | ---- | ---- | ---- | ---- | ---- | ---- |
| Populație | 167  | 200  | 273  | 290  | 300  | 337  |